# Pablo Torello (diputado nacional)
Pablo Torello (Buenos Aires, 12 de febrero de 1959) es un productor agropecuario y político argentino. Desde el 10 de diciembre de 2015 es diputado nacional por la provincia de Buenos Aires. Integra el partido Propuesta Republicana (PRO).
En la Cámara de Diputados es integrante del bloque PRO y del interbloque Cambiemos y forma parte de las comisiones de Agricultura y Ganadería (secretario); Presupuesto y Hacienda; Recursos Naturales y Conservación del Ambiente Humano; Comunicaciones e Informática; Economía; Industria; Energía y Combustibles y Defensa del Consumidor, del Usuario y la Competencia. 

## Biografía
Nació el 12 de febrero de 1959 en Buenos Aires. Está casado desde 2004 con María Patricia Medina. Entre 2008 y 2009 condujo la Sociedad Rural Argentina, de Bragado donde anteriormente fue integrante de la comisión directiva desde 2003 hasta 2013.
Es sobrino nieto de Pablo Torello, ministro de Obras Públicas de Hipólito Yrigoyen y senador nacional.

## Trayectoria política
Forma parte de la Fundación Pensar 
. En las elecciones legislativas de 2013 ocupó el segundo lugar en la lista de concejales por el partido de Bragado, la cual estaba integrada por candidatos del PRO, Frente Renovador y Unidos por Bragado (vecinalismo). El 27 de octubre de 2013 esta lista se consagraría ganadora con 10.467 votos (38,58 %) ingresando cuatro concejales y dos consejeras escolares, conformando en el Honorable Concejo Deliberante de Bragado. En 2015 integró la lista de candidatos a diputados nacionales por la provincia de Buenos Aires por el espacio Cambiemos, en el lugar 13 para las elecciones primarias y luego para las elecciones generales en el 12, tras la renuncia de Fernando Niembro siendo electo diputado nacional. El 27 de noviembre de 2015 presenta su renuncia como concejal del partido de Bragado para jurar en la sesión preparatoria del 4 de diciembre como diputado nacional y asumir el 10 de diciembre. El 28 de septiembre de 2016, con la asunción de María Eugenia Vidal como máxima autoridad del partido en la provincia de Buenos Aires, es electo integrante del Tribunal de Disciplina partidario. El 8 de marzo de 2019, durante la conmemoración y los actos del Día Internacional de la Mujer, Pablo Torello protagonizó en la red social Twitter un episodio que le valió el repudio generalizado. Luego de que una usuaria escribiera «Estamos de acuerdo en q todas las feministas son incogibles, no?», el diputado, desde su cuenta personal, respondió «Yes!». Ni la agrupación Cambiemos ni el bloque de diputados al cual Torello pertenece expresaron repudio a tal conducta. El 11 de diciembre de 2020 amenazó con judicializar el proyecto de Interrupción Voluntaria del Embarazo si este se convertía en Ley. Finalmente a fines de ese año, se aprobó dicha ley, y Torello nunca concretó tal amenaza.